# Бразос (округ, Техас)
Шаблон:StateAbbr_ 30°40′ пн. ш. 96°18′ зх. д. / 30.66° пн. ш. 96.3° зх. д.
Округ Бразос (англ. Brazos County) — округ (графство) у штаті Техас, США. Ідентифікатор округу 48041.

## Історія
Округ утворений 1841 року.

## Демографія
За даними перепису 2000 року загальне населення округу становило 152415 осіб, зокрема міського населення було 132500, а сільського — 19915. Серед мешканців округу чоловіків було 76983, а жінок — 75432. В окрузі було 55202 домогосподарства, 30390 родин, які мешкали в 59023 будинках. Середній розмір родини становив 3,16.
Віковий розподіл населення поданий у таблиці:
| Стать    | До 15 років | 15-21 | 22-29 | 30-39 | 40-49 | 50-65 | 65-85 | Понад 85 |
| -------- | ----------- | ----- | ----- | ----- | ----- | ----- | ----- | -------- |
| Чоловіки | 13930       | 19365 | 15718 | 9387  | 7793  | 6691  | 3756  | 343      |
| Жінки    | 13125       | 19197 | 12733 | 9095  | 8019  | 7139  | 5043  | 1081     |

## Суміжні округи
- Медісон — північний схід
- Граймс — схід
- Вашингтон — південь
- Берлесон — південний захід
- Робертсон — північний захід

## Виноски
1. ↑  U.S. Decennial Census. United States Census Bureau. Архів оригіналу за 26 квітня 2015. Процитовано 19 квітня 2015.
2. ↑  Texas Almanac: Population History of Counties from 1850–2010 (PDF). Texas Almanac. Архів оригіналу (PDF) за 26 лютого 2015. Процитовано 19 квітня 2015.
3. ↑  State & County QuickFacts. United States Census Bureau. Архів оригіналу за 7 липня 2011. Процитовано 8 грудня 2013. [Архівовано 2011-08-23 у Wayback Machine.](англ.) Наведено за англійською вікіпедією.
4. ↑  American FactFinder. Бюро перепису населення США. Архів оригіналу за 26 лютого 2012. Процитовано 31 січня 2008. [Архівовано 2008-05-21 у Wayback Machine.]

| США | Це незавершена стаття з географії США. Ви можете допомогти проєкту, виправивши або дописавши її. |